# Finspångs förenade manskör
Finspångs förenade manskör var en manskör i Finspång som bildades 4 april 1929 genom en sammanslagning av körerna Manskören Amaryllis, Tjänstemannakören och Kvartetten sångarbröderna.

## Historik
Finspångs förenade manskör var en manskör i Finspång som bildades 4 april 1929 genom en sammanslagning av körerna Manskören Amaryllis, Tjänstemannakören och Kvartetten sångarbröderna. Initiativtagare till sammanslagningen var Amaryllis. Vid körens bildades var rektor Alfred Lagerström, dirigent och ingenjör Carl Wåhlström, ordförande. De första året gav kören två konserter, en i Hällestads kyrka och en på Finspångs teater. 1935 blev kantor S. Svantesson dirigent. 1937 blev åter rektor Alfred Lagerström, dirigent. Från 1943 var arkivarie Edvin Fritz körens dirigent. Efter honom 1945 blev Ragnar Sjöblom tillförordnad dirigent.